# Bleach (album)
Bleach – debiutancki album studyjny zespołu Nirvana, wydany 15 czerwca 1989 za pośrednictwem niezależnej wytwórni płytowej Sub Pop. Początkowo sprzedaż albumu szacowano na 30 000 kopii, jednak po sukcesie kolejnego albumu zespołu, Nevermind, fani grupy zaczęli nabywać również, dotąd mało znany, debiut zespołu. Album osiągnął status platynowej płyty w Stanach Zjednoczonych, a w Polsce – złotej.

## Nagrywanie
Album został nagrany w Reciprocal Recording Studios w Seattle, wyprodukował go Jack Endino. Nirvana zaczęła proces nagrywania albumu od pięciogodzinnej sesji 24 grudnia 1988. Następne sesje odbyły się w dniach 29-31 grudnia oraz 14 i 24 stycznia. Cały proces nagrywania Endino oszacował na 30 godzin. Trzy spośród piosenek umieszczonych na albumie – „Floyd the Barber”, „Paper Cuts” i „Downer” zostały nagrane podczas wcześniejszych sesji w Reciprocal Recording Studios w 1988 (podczas których na perkusji grał Dale Crover). Pomimo prób ponownego nagrania utworów wraz Chadem Channingiem na perkusji, zespół ostatecznie zdecydował zmiksować i dołączyć wersje nagrane z Croverem do końcowej wersji Bleach. „Big Long Now” nie został dołączony do albumu, gdyż Cobain uważał, że „było już wystarczająco dużo ciężkiego, wolnego materiału na Bleach. Nie chciałem wydać tej piosenki”. Proces nagrywania albumu i produkcji został zakończony, jednak prezes Sub Pop, Bruce Pavitt, zdecydował o ponownym procesie produkcji albumu i wpisał na listę albumów oczekujących wydania. Premiera albumu była wielokrotnie opóźniana (kilka miesięcy), dopiero w maju 1989 Sub Pop zgromadziło dostateczną ilość pieniędzy niezbędną do wydania albumu.
Należność za sesję nagraniową w wysokości 606 dolarów uiścił Jason Everman, gitarzysta, który był zachwycony demem nagranym przez zespół razem z Croverem. Everman po kilku tygodniach dołączył do zespołu jako drugi gitarzysta. Gitarzysta został wymieniony na poligrafii dołączonej do albumu jako czynny członek zespołu, mimo że nie nagrał z grupą żadnego utworu. Krist Novoselic wyjaśnił: „Chcieliśmy, by poczuł się w zespole jak w domu”.

## Muzyka
Według Cobaina, muzyka zaprezentowana na Bleach była dostosowana do sceny grunge, preferowanej przez Sub Pop Records. „Istniała presja ze strony Sub Pop i sceny grunge'owej, by grać 'muzykę rockową'”. Cobain przyznał, że: „uprościł ją i sprawił, by brzmiała jak Aerosmith”. Cobain uważał, że musi spełnić oczekiwania co do grunge'owego brzmienia w celu zbudowania rzeszy fanów i świadomie ograniczył swoje artystyczne i popowe zapędy kompozytorskie w trakcie nagrywania.
W wywiadzie udzielonym magazynowi Spin, Cobain powiedział: „Nie obchodziło mnie to, o czym będą teksty piosenek. 80% tekstów napisałem w ostatnią noc przed rozpoczęciem nagrywania”. W trakcie nagrywania i produkcji Cobain wielokrotnie wprowadzał rozmaite poprawki i korekty. Cobain powiedział:

Myślałem: Jestem wkurzony. Nie wiem dlaczego. Pokrzyczmy negatywne teksty i dopóki nie będą seksistowskie ani zbyt żenujące, będzie w porządku. Nie darzę żadnego z tych tekstów szczególnymi względami.

Biograf Nirvany Michael Azerrad, uważa, że mimo takiego podejścia, wiele utworów z albumu traktuje o życiu Cobaina i jego życiowych incydentach. „Mr. Moustache” był zainspirowany negatywnym nastawieniem Cobaina do stylu macho. „School” wyrażał krytykę sceny muzycznej w Seattle, w szczególności wytwórni Sub Pop.

## Wydanie
Sub Pop wydała pierwszy 1000 kopii na białym winylu, następne 2000 na czarnym, dalsze wydania znajdowały się na czerwonych i niebieskich płytach. Pierwsze 3000 kopii zostało wydanych wraz z fotografią Jasona Evermana. Wersje winylowe nie zawierają utworów „Big Cheese” i „Downer”. Album został wydany w Wielkiej Brytanii za pośrednictwem Tupelo Records w czerwcu 1989 – pierwsze 300 kopii zostało wydanych na białym winylu, następne 2000 – na ciemnozielonym. Reszta wydanych kopii to czarne winyle. Wersja brytyjska również nie zawierała utworu „Downer”. W Australii Bleach został wydany za pośrednictwem Waterfront Records i w latach 1990–1992 wydany kilkakrotnie z różnymi kolorami płyt i okładek. Sub Pop wydała zremasterowaną wersję albumu na CD i kasecie magnetofonowej w kwietniu 1992.

## Opakowanie
Robocza nazwa albumu brzmiała Too Many Humans. Nazwa została zmieniona na Bleach po tym, jak podczas podróży przez San Francisco Cobain zobaczył plakat ostrzegający przed zarażeniem AIDS – plakat radził ludziom uzależnionym od narkotyków, by przed zażyciem dezynfekowali igły od strzykawek wybielaczem (ang. bleach).

## Lista utworów
1. „Blew” – 2:54
2. „Floyd the Barber” – 2:17
3. „About a Girl” – 2:48
4. „School” – 2:42
5. „Love Buzz” – 3:35
6. „Paper Cuts” – 4:05
7. „Negative Creep” – 2:55
8. „Scoff” – 4:10
9. „Swap Meet” – 3:02
10. „Mr. Moustache” – 3:23
11. „Sifting” – 5:22

Wydanie CD z 1992 roku
1. „Big Cheese” – 3:42
2. „Downer” – 1:42

Wydanie z 2009 roku – występ na żywo z Pine Street Theatre (Portland, Oregon), 9 lutego 1990
1. „Intro” – 0:53
2. „School” – 2:36
3. „Floyd the Barber” – 2:17
4. „Dive” – 3:42
5. „Love Buzz” – 2:58
6. „Spank Thru” – 2:59
7. „Molly’s Lips” – 2:16
8. „Sappy” – 3:19
9. „Scoff” – 3:53
10. „About a Girl” – 2:28
11. „Been a Son” – 2:01
12. „Blew” – 4:32

## Skład
- Kurt Cobain – wokal, gitara (podpisany jako Kurdt Kobain)
- Krist Novoselic – bas (podpisany Chris Novoselic)
- Chad Channing – perkusja
- Dale Crover – perkusja (w „Floyd the Barber”, „Paper Cuts” i „Downer”)
- Jason Everman – gitara (podpisany, choć nie zagrał na albumie, pokrył większość kosztów nagrania)
- Jack Endino – producent
- Tracy Marander – fotografie
- Charles Peterson – fotografie

## Pozycje na listach
| Rok  | Lista           | Pozycja |
| ---- | --------------- | ------- |
| 1992 | Finlandia       | 24      |
| 1992 | Niemcy          | 24      |
| 1992 | Austria         | 26      |
| 1992 | Nowa Zelandia   | 30      |
| 1992 | Wielka Brytania | 33      |
| 1992 | Australia       | 34      |
| 1992 | Japonia         | 46      |
| 1992 | Billboard 200   | 89      |

## Wyróżnienia
- Kerrang! – „100 albumów, które musisz usłyszeć przed śmiercią” – miejsce 78. (1998)